# Essere umano (Luciano Ligabue)
Essere umano è un singolo del cantautore italiano Luciano Ligabue, pubblicato il 23 aprile 2021 come quarto estratto dal tredicesimo album in studio 7.

## Video musicale
Il videoclip, diretto da Kore Visuals, è stato pubblicato in concomitanza del lancio del singolo attraverso il canale YouTube del cantautore.

## Tracce
1. Essere umano – 3:33

## Formazione
- Luciano Ligabue - voce
- Antonio Righetti - basso
- Niccolò Bossini - chitarra
- Luca Pernici - tastiera
- Federico Poggipollini - cori